# Teresa Arguyol i Fontseca
Teresa Arguyol i Fontseca (Sarrià, 1814 - Badalona, 6 de desembre de 1853), també Teresa del Sagrat Cor, va ser una religiosa llega franciscana, fundadora de l'orde de les Clarisses de la Divina Providència, així com de diversos convents d'aquesta orde durant la primera meitat de segle xix.
Va entrar als dinou anys, com a llega, al monestir de clarisses de Santa Isabel de Barcelona. El 1835, per decret governamental, va ser obligada, junt amb les seves companyes, a abandonar el monestir. El 1849 va fundar a la vila de Gràcia el seu primer convent, dedicat a la vida contemplativa segons la regla original de Santa Clara, tornant així a l'austeritat i rigor que havia volgut la fundadora. El bisbe, per a donar l'aprovació, exigí que també obrissin una escola gratuïta. Així, l'orde es dedicà a l'ensenyament en una escola primària annexa al recinte per ensenyar a les nenes del barri, majoritàriament filles d'obrers, de forma totalment gratuïta. Arguyol va obtenir el títol de mestra per a poder encarregar-se'n.
També va fundar monestirs a altres indrets: Olot, Vilanova i la Geltrú, Vinaròs, Banyoles, Mataró, l'Escala i Badalona. Mentre supervisava les obres d'aquesta darrera fundació, va morir la mare Teresa. El seu cos va ser dut pels homes de professions marineres de Badalona fins a Gràcia, on va rebre sepultura a la casa mare de les germanes clarisses.